# Octopus exannulatus
Octopus exannulatus är en bläckfiskart som beskrevs av Norman 1993. Octopus exannulatus ingår i släktet Octopus och familjen Octopodidae. Inga underarter finns listade i Catalogue of Life.